# Paul Lemerle
Paul Lemerle (n. 22 aprilie 1903, Paris, Franța – d. 17 iulie 1989, Paris, Franța) a fost un bizantinist francez.
Lemerle a urmat cursurile de la École française d’Athènes (1931–1941), Faculté des Lettres din cadrul Universite de Bourgogne din Dijon (1942–1947), École pratique des hautes études (1947–1968), Sorbona (1958–1967) și Collège de France (1967–1973). Și-a susținut teza de doctorat în anul 1945, cu o temă asupra cetății Philippi și a provinciei Macedoniei în timpul perioadei bizantine.
De asemenea, a fost președintele fondator al International Association of Byzantine Studies (AIEB).

## Opere
- Le style byzantin, 1943.
- Philippes et la Macédoine orientale à l'époque chrétienne et byzantine, Paris, 1945.
- L'émirat d'Aydin, Byzance et l'Occident, 1957.
- Histoire de Byzance, 1960.
- Élèves et professeurs à Constantinople au Xe siècle, 1969.
- Le premier humanisme byzantin, 1971.
- Cinq études sur le XIe siècle Byzantin, 1977.
- Le monde de Byzance, 1978.
- Les plus anciens recueils des miracles de Saint Démétrius et la pénétration des Slaves dans les Balkans, 1979.
- The agrarian history of Byzantium from the origins to the twelfth century, 1979.
- Essais sur le monde byzantin, 1980.